# Kemer (Adalia)
Kemer è una località balneare sulla riviera turca nella provincia di Antalya. Si trova a circa 45 km a sud-ovest della capitale provinciale di Antalya nella regione storica della Licia ed è la sede amministrativa dello stesso distretto di Kemer.
Dagli anni '80 l'economia di Kemer è dominata quasi esclusivamente dal turismo.
In molti luoghi la catena del Tauro di Licia, con cime alte fino a 3.000 metri, raggiunge il mare, così che si è reso necessario far passare la strada di collegamento a nord della città attraverso diverse gallerie. Nei mesi invernali, già alle quattro del pomeriggio il sole tramonta dietro ai monti del Tauro, che sorgono ad ovest della città.
Per sostenere il commercio al dettaglio e offrire ai visitatori una passeggiata e una via degli acquisti, è stata creata una zona pedonale tra il centro e un parco vicino alla spiaggia.
La spiaggia è costituita principalmente da grossi ciottoli e offre anche scogli. Alcuni isolotti emergono dal mare di fronte alla cittadina.

## Geografia fisica

### Clima
Kemer ha un clima mediterraneo caldo con estati molto calde, lunghe e secche e con inverni freschi e piovosi. In piena estate le temperature superano spesso i 40 °C.

## Storia

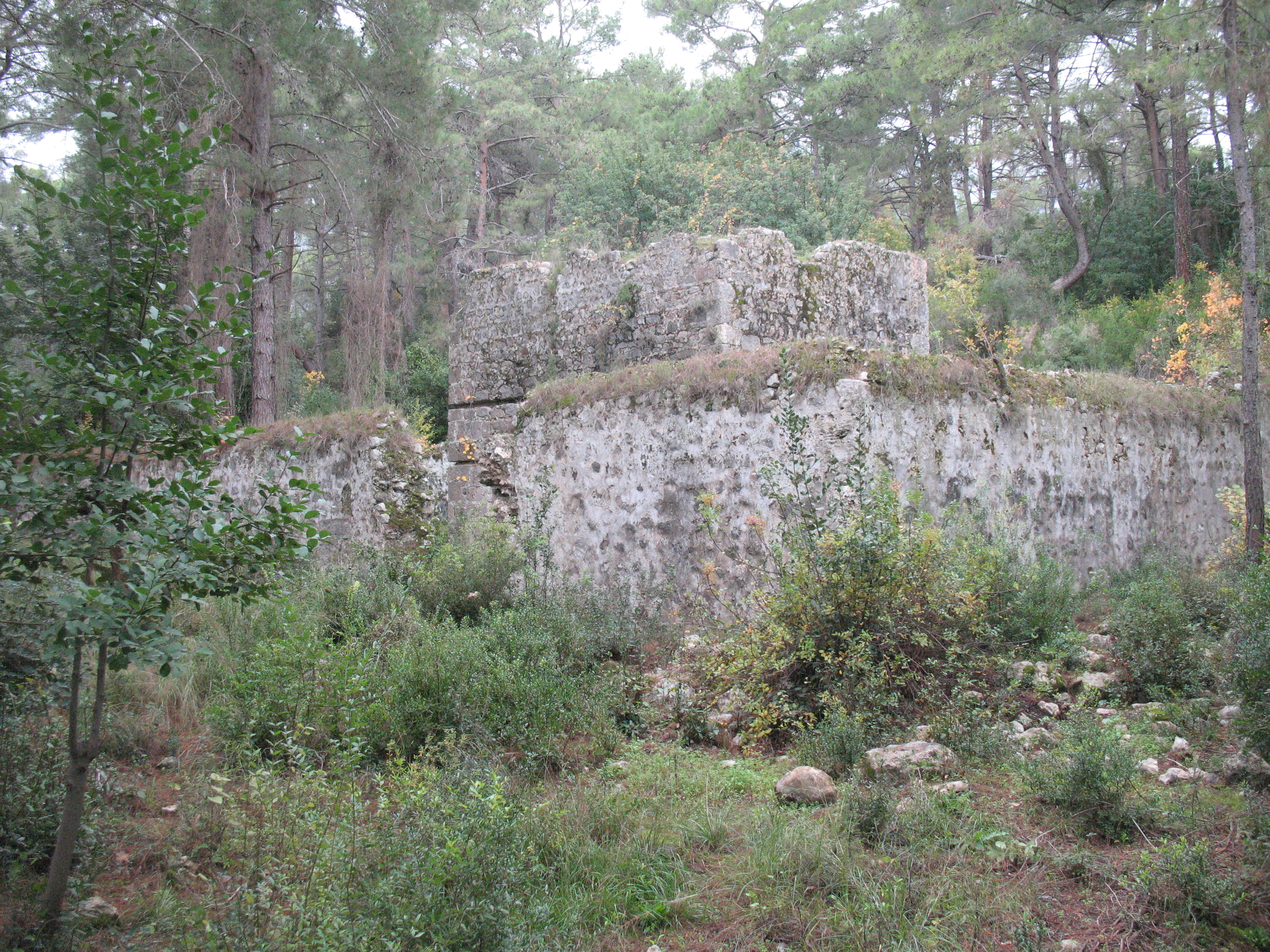
Costruzione Selgiuchide del XIII secolo

La pianura ai piedi delle imponenti montagne del Tauro fu creata dai sedimenti trasportati dal fiume Ağva, nel cui ex delta è situata Kemer. Il suo braccio principale si getta oggi nel Mediterraneo tra Kiriş e Çamyuva, mentre un ramo tributario passa attraverso Kemer. Il fiume porta acqua solo in inverno. La regione è abitata da circa 50.000 anni. Ciò è indicato dai ritrovamenti di grotte, una delle quali, presso Beldibi, è stata scavata negli anni 1960-66. La grotta fu usata per molto tempo, tanto che sono stati individuati sei diversi strati archeologici. Sono stati trovati disegni creati con ossido di ferro e utensili da taglio.
Nell'antichità si formò un villaggio che è generalmente identificato con Idyros. questo si trovava a sud-ovest del centro di oggi, a nord di Faselide, il principale centro commerciale della zona. Nella zona dove si trovava Idyros c'era una chiesa (probabilmente esistita dal IV al VII secolo) i cui resti sono difficili da riconoscere. La città si estendeva attorno alla collina fortificata di Çalışdağ. L'assenza di ritrovamenti di epoca classica o ellenistica durante gli scavi dal 1976 al 1977, tuttavia, rendono l'identificazione di Kemer con Idyros incerta.
Nel XIII secolo, i Turchi Selgiuchidi usarono l'area per la caccia. Nella prima metà del secolo fu creata la cosiddetta casina di caccia selgiuchide, la cui funzione non è chiara. È una costruzione rettangolare, con una cinta muraria di 15 m per 15 m di lunghezza e 3 m di altezza, con feritoie e una scala larga circa 80 cm che conduce al tetto. Ha ornamenti a baldacchino. I blocchi di pietra del muro esterno sono fittamente scanalati, la parete dell'edificio è di circa un metro di spessore. Un portale d'ingresso non è stato trovato, a meno che non fosse dove il muro esterno è stato sfondato. L'edificio è stato esaminato solo nel 2005. Non è chiaro come siano arrivate qui le due colonne antiche di circa tre e quattro metri, che si trovano all'interno del muro perimetrale.

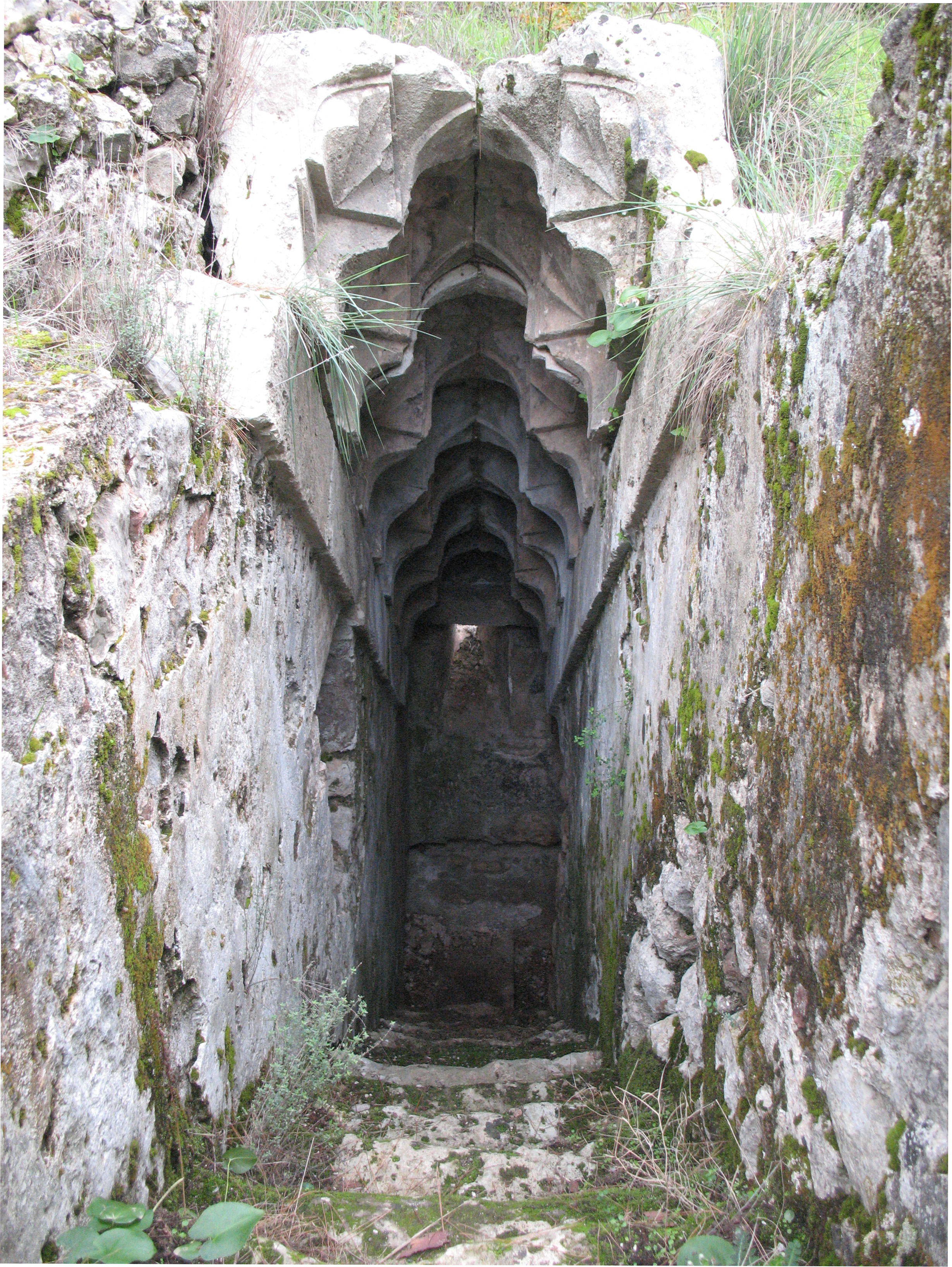
La scala che conduce al tetto della cosiddetta casina di caccia selgiuchide

Intorno al 1910 Kemer era ancora chiamata Eski Köy (in turco: villaggio antico) ed era circondata da un paesaggio paludoso con laghi, che erano formati dallo scioglimento delle nevi delle montagne circostanti. I residenti costruirono allora un muro di pietra di 23 km ai piedi delle colline per proteggersi dalle inondazioni. A causa di questo muro, Eski Köy venne rinominata Kemer (in turco: arco o cintura).
Fino agli anni '60 Kemer era accessibile solo via mare. Dalla strada costiera (D-400), che conduce da Antalya a Kumluca, Kemer fu raggiunta solo nel 1972 attraverso una strada di campagna. Dal 1980 iniziò un'espansione più o meno pianificata, accompagnata dal progetto di ricerca turistica di Antalya Sud. Furono forniti fondi da un'organizzazione delle Nazioni Unite per iniziare il processo di espansione da un villaggio di pescatori a una città puramente centrata sul turismo, ma cercando di evitare gli errori del turismo di massa, come quelli fatti in quegli anni in Spagna e in alcune parti d'Italia. In primo luogo, venne creato un sistema fognario, seguito dalla costruzione delle strade. Gli hotel vennero costruiti secondo le specifiche con altezza limitata. Oggi nella città di Kemer ci sono numerosi hotel con un totale di oltre 50.000 posti letto, la maggior parte dei quali a quattro o a cinque stelle. La maggior parte degli hotel hanno cambiato la formula negli ultimi anni in quella tutto compreso.
Nel 2006 è stata aperta una funivia sul monte Tahtalı Dağı, alto 2365 m. Nell'aprile 2010, alla presenza del primo ministro turco Erdoğan sono stati aperti al traffico i tre tunnel tra Antalya e Kemer.
Dal 2009 è sindaco Mustafa Gül. Egli ha ribattezzato il Parco di Olbia nei pressi del porto e ha inaugurato un nuovo monumento. Il parco ha ora preso il nome del capitano turco (Yüzbaşı) Mustafa Ertuğrul Aker, che affondò tre navi alleate nella prima guerra mondiale. Due dei relitti si trovano al largo di Kemer nel Mediterraneo: in particolare, la Paris II giace a circa 1,5 km dal porto in circa 33 m di profondità. Questa zona si trova alla fine del lungomare e allo stesso tempo sull'asse esteso della strada del porto, che è la principale via dello shopping della città. Nel 2004, in quel luogo venne demolito il parco acquatico, creato con scivoli d'acqua nei primi anni '90. Dal momento che la maggior parte degli hotel iniziarono a offrire anche tali scivoli, il parco aveva sempre meno visitatori. Nel 2006, quindi, venne creato il Parco di Olbia. Il nome risale al fatto che l'antica città di Olbia si trovava a ovest di Antalya e quindi vicino a Kemer. L'attuale città antica di Idyros, tuttavia, fu in gran parte smantellata.
Accanto alla moschea di Atatürk Blv. nel 2007 è stata creata una seconda moschea per 2.000 visitatori.
Dal 2010, l'intero sito è monitorato da videocamere.

## Geografia antropica
La forte crescita economica basata sul turismo ha portato a un aumento della popolazione, sebbene la maggior parte dei residenti viva nella città solo durante la stagione estiva. Così, negli ultimi anni, i villaggi di Kiriş e Aslanbucak sono stati incorporati a Kemer, e la stessa sorte è toccata alla fine del 2008 al villaggio di Kuzdere. Çamyuva e Tekirova sono città indipendenti, tuttavia Beldibi si difende dall'annessione ad Antalya, che si è estesa molto a sud. Dopo una riforma territoriale, la capitale provinciale di Antalya è diventata un Büyükşehir Belediyesi (municipio metropolitano). Pertanto, il distretto di Kemer geograficamente e abitativamente coincide col comune, e tutti i preesistenti villaggi e comuni del distretto sono diventati suddivisioni amministrative del capoluogo.

## Infrastrutture e trasporti

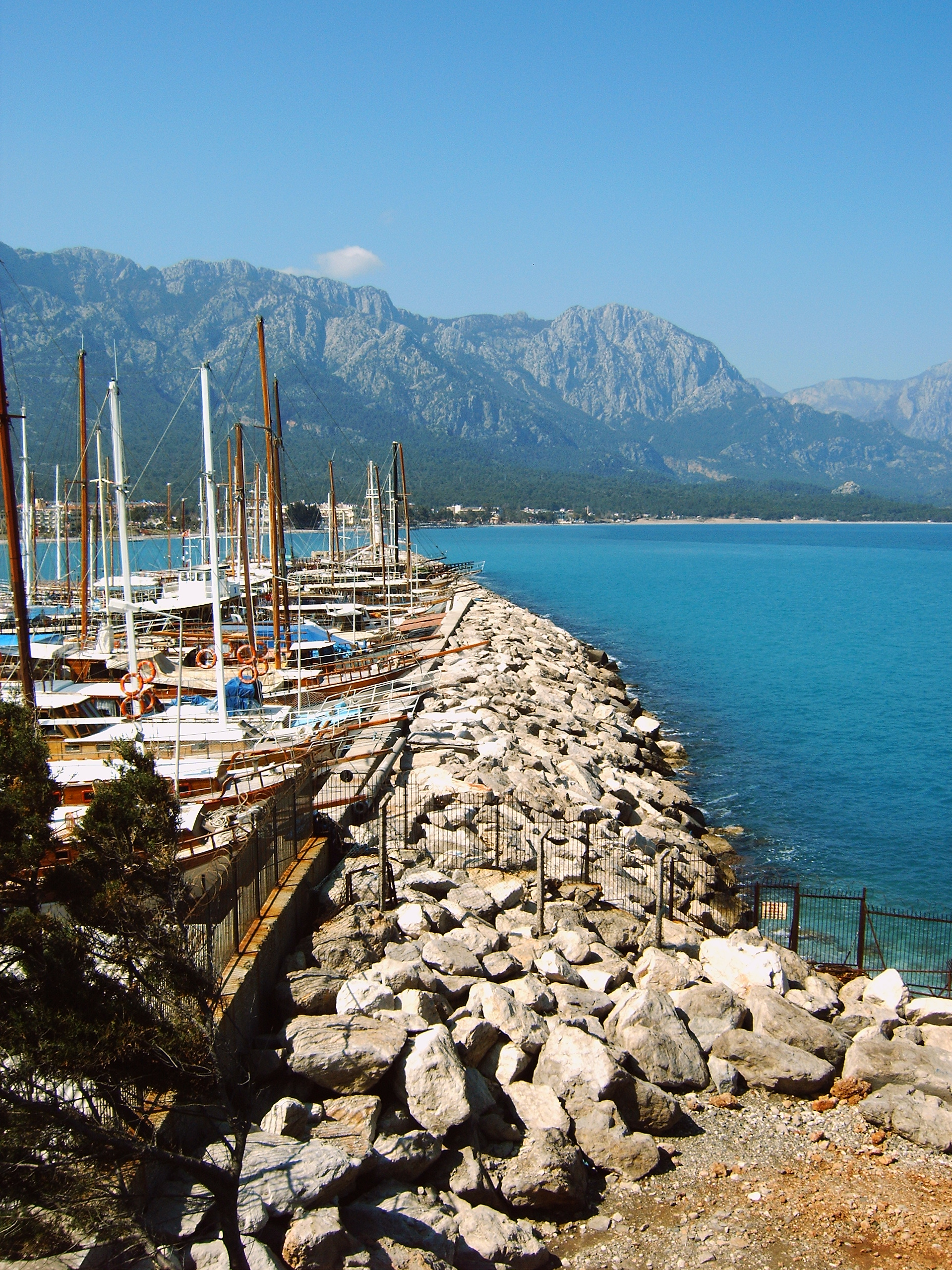
Il porto turistico all'estremità sud della città

Una stazione degli autobus si trova presso lo svincolo Kemer 2, in direzione di Aslanbucak. Lì esisteva fino al dicembre 2007 un'area commerciale, che fu trasferita a Kuzdere. Tuttavia, inizialmente non venne trovato alcun investitore. Il 15 marzo 2009 l'edificio è stato inaugurato.